# Emídio Rafael Augusto Silva
Emídio Rafael Augusto Silva, noto solo come Rafa (Lisbona, 24 gennaio 1986), è un ex calciatore portoghese, di ruolo difensore.

## Carriera
Ha esordito in Liga Sagres contro il Vitória Guimarães.

## Palmarès

### Club

#### Competizioni nazionali
- Campionato portoghese: 2

Porto: 2010-2011, 2011-2012
- Coppa di Portogallo: 1

Porto: 2010-2011

#### Competizioni internazionali
- UEFA Europa League: 1

Porto: 2010-2011